# Озинки (станция)
Ози́нки — станция Саратовского региона Приволжской железной дороги, расположена в посёлке Озинки Саратовской области.
Отсюда идут двухпутные линии к станциям Ершов и Уральск. Станция является последней на территории России и ближайшей к границе с Казахстаном. На станции имеется пункт пограничного и таможенного контроля. Здание вокзала одноэтажное.
Ближайшие станции: в направлении станции Ершов — Чалыкла, в направлении станции Уральск (Казахстан) — Семиглавый Мар (Казахстан). При подъезде к станции Озинки с запада железная дорога "делает петлю" с обратным движением (на запад) вокруг посёлка Известкового завода.
Станция не электрифицирована, пассажирское движение обслуживается тепловозами Приволжской дороги серии ТЭП70, ТЭП70БС приписки ТЧ Саратов, грузовое движение тепловозами 2ТЭ116У, 2ТЭ25КМ ТЧ Ершов.

## История
В 1894 году было открыто движение по заволжской линии дороги от Покровской Слободы до Уральска. Дорога имела метровую колею, для обслуживания этой линии были построены паровозное депо и железнодорожные мастерские в Покровской Слободе (ныне Энгельсский завод транспортного машиностроения), паровозное депо на станции Ершов (локомотивное депо Ершов). Станция Озинки также была построена в 1894 году как часть этой дороги.
Станция Озинки находится на 273 версте от Покровской слободы. В 5 верстах от станции большое село Озинки и несколько хуторов:  Вдовин, Попов, Карепанов, Соколик, Тимонин, Овчинников.
При станции Озинки впоследствии вырос посёлок Озинки.

## Дальнее сообщение
| Круглогодичное обращение поездов | Круглогодичное обращение поездов | Круглогодичное обращение поездов | Круглогодичное обращение поездов |
| № поезда                         | Маршрут движения                 | № поезда                         | Маршрут движения                 |
| -------------------------------- | -------------------------------- | -------------------------------- | -------------------------------- |
| 7 "Казахстан"                    | Алма-Ата — Саратов               | 8 "Казахстан"                    | Саратов — Алма-Ата               |
| 872А                             | Озинки — Уральск                 | 871М                             | Уральск — Озинки                 |

| Сезонное обращение поездов | Сезонное обращение поездов | Сезонное обращение поездов | Сезонное обращение поездов |
| № поезда                   | Маршрут движения           | № поезда                   | Маршрут движения           |
| -------------------------- | -------------------------- | -------------------------- | -------------------------- |
| 558Ж                       | Саратов — Озинки           | 557Ж                       | Озинки — Саратов           |